# Vanja Ilić (calciatore)
Vanja Ilić (in serbo Вања Илић?; Belgrado, 3 gennaio 1999) è un calciatore serbo, centrocampista del Radnički Niš.

## Caratteristiche tecniche
È un esterno destro.

## Carriera
Cresciuto nel settore giovanile del Rad Belgrado, ha esordito in prima squadra il 21 luglio 2018 disputando con l'incontro di Superliga serba perso 1-0 contro il Napredak Kruševac.